# Vintismo
Em 1807, com as invasões francesas, a família real portuguesa exilou-se no Brasil, e a Grã-Bretanha passou a exercer uma forte influência sobre Portugal, nomeadamente por oficiais britânicos, como o marechal Beresford que assumiu o comando das tropas portuguesas. Isso gerou descontentamento entre os portugueses, levando à criação de movimentos de oposição, como a conspiração de 1817, liderada por Gomes Freire de Andrade, que acabou por ser descoberto e executado, tornando-se um símbolo dos ideais liberais. 
O movimento também teve reflexos nas sociedades secretas como o Sinédrio , que, em 1820, protagonizou a Revolução que levou à instauração de um regime constitucional.
O Vintismo caracteriza-se por ser um período político que durou em Portugal entre 1820 e 1823, marcado pelo radicalismo das soluções liberais e pelo predomínio das Cortes Constituintes, influenciado pela Constituição Espanhola de Cádis.
Este movimento iniciou-se com o pronunciamento militar do Porto, em agosto de 1820. O objetivo central do Vintismo era a regeneração do país, promovendo uma aliança entre o rei e as forças sociais representadas nas Cortes, na expectativa de criar uma constituição que garantisse uma melhor governação. Assim, o movimento Vintista visava o fim do absolutismo e o estabelecimento de um regime constitucional. No entanto, a independência do Brasil em 1822 foi um golpe para o regime, enfraquecendo a economia portuguesa e provocando uma reação negativa entre os vintistas.
O Vintismo terminou com a Vilafrancada quando o infante D.Miguel liderou uma sublevação militar que resultou na abolição da Constituição de 1822 e no restabelecimento dos ideais do Antigo Regime, ainda que de forma mitigada.

## Antecedentes
Em 1807, com as invasões francesas, a família real exilou-se no Brasil, e a Grã-Bretanha passou a exercer o seu domínio sobre Portugal, que estava submetido aos interesses destes desde o início do século. O exército passou a ser comandado por oficiais superiores britânicos como o marechal Beresford, que se tornou o “generalíssimo” das tropas portuguesas desde 1809, gozando de uma autoridade superior à do governo da regência .
A partir de 1814, ampliou-se a circulação de panfletos e periódicos que evidenciavam o descontentamento português face ao estado lastimável da economia do país, que foi piorado com a abertura dos portos brasileiros .

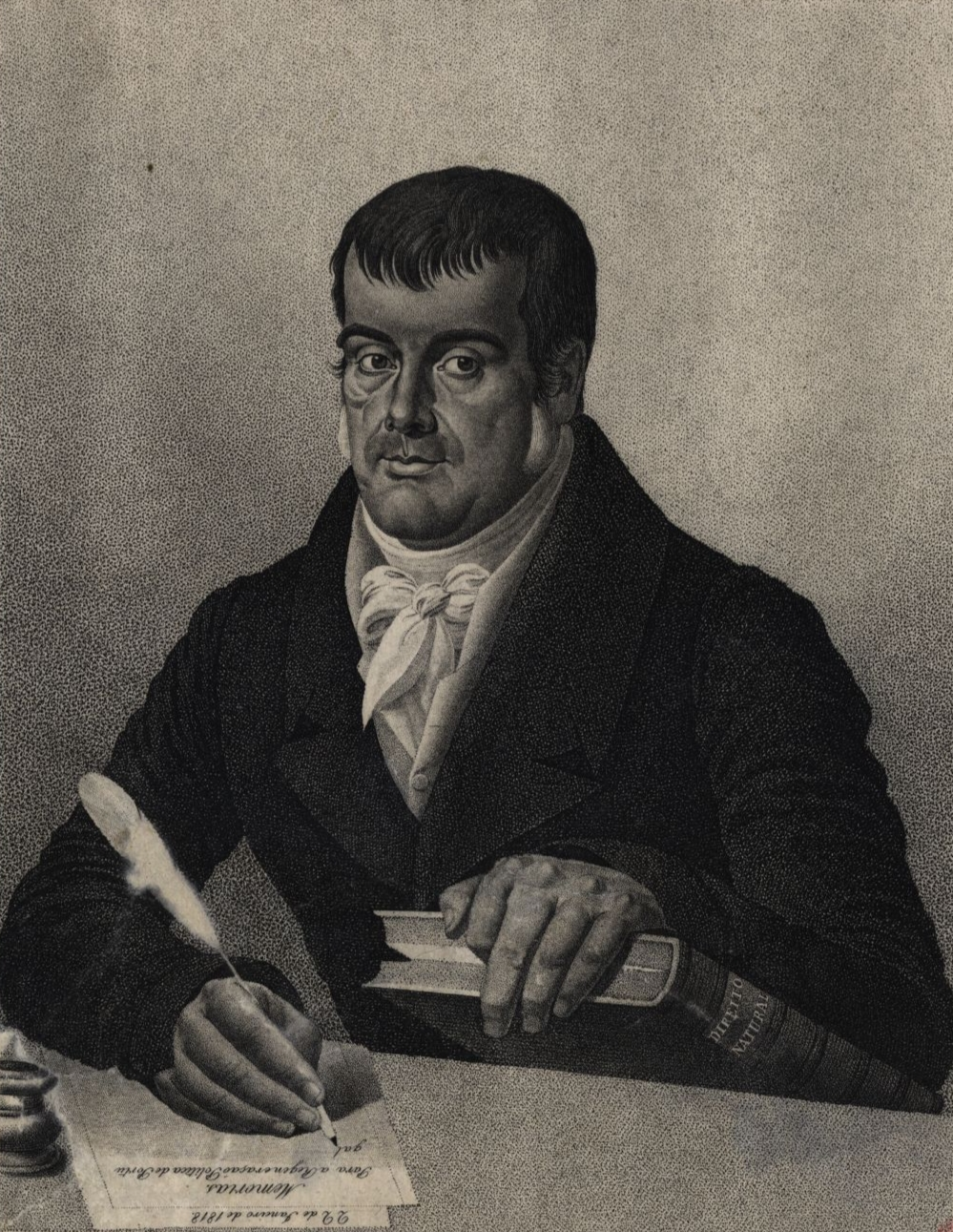
Manuel Fernandes Tomás

Face a esta situação, Gomes Freire de Andrade deu origem à conspiração de 1817 que levou à morte de 12 pessoas, incluindo a sua, tornando-se um símbolo dos ideais liberais e da luta contra o domínio britânico.
Já em 1815, a regência elevara o Brasil à condição de metrópole. Segundo Oliveira Marques, “o estado português tornou-se, assim, uma federação de dois reinos” .
Do ponto de vista ideológico, os setores da sociedade que se manifestaram contra o declínio comercial e a substituição de oficiais portugueses por ingleses, organizaram-se em sociedades secretas, como o Sinédrio, originado em 1818. De acordo com Oliveira Marques, “inicialmente, o Sinédrionão era mais do que um grupo de pessoas com o propósito de debater ideias, observar a opinião pública e os acontecimentos, vigiar as notícias de Espanha, guardar lealdade mútua e segredo sobre o que se passava no seio e reunir-se mensalmente”  que, todavia, acabou por ser o protagonista da Revolução de 1820 – de onde se destacam Fernandes Tomás, Ferreira Borges e Silva Carvalho.
Os membros do Sinédrio tinham consciência que, para lograrem a revolta, tinham de garantir o apoio do exército, mas tal não era fácil, porque muitos militares não abraçavam as ideias liberais. No entanto, ambas as fações partilhavam o desejo de fazer regressar o rei e de expulsar os ingleses .

## Génese do Liberalismo Português e o Papel das Juntas Provisórias
Para Isabel Nobre Vargues, o pronunciamento militar de 24 de agosto de 1820 mudou a sociedade portuguesa, já que colocou em causa as estruturas absolutistas e conduziu ao constitucionalismo e patriotismo . 
Neste ponto convém esclarecer que “um pronunciamento não é uma insurreição, nem uma revolta, nem uma revolução” . Não ocorreu uma sublevação militar, sendo que a guarnição do Porto apenas se dirigiu ao Campo de Santo Ovídio para se pronunciar. Os próprios civis limitaram-se a aplaudir e a assistir a tal momento .
Os objetivos destes revolucionários passavam pela convocação de Cortes e, a seguir, proceder à elaboração de uma Constituição, como também procuravam preservar a “santa religião católica” e fazer regressar o rei .
O alastramento do movimento dá-se porque “ou irrompem levantamentos militares isolados e parciais (Santarém, Leiria), ou a fuga das tropas governamentais e a aproximação das tropas revolucionárias é o fator decisivo” .
A burguesia lisboeta garantia o triunfo do pronunciamento do Porto ao aderirem a ele sem qualquer resistência . A Junta constituída no Porto acaba por se fundir com a Junta Interina de Lisboa. Como consequência, a capital lisboeta passa a ser o centro político do movimento . Os membros dos governos provisórios decidem formar duas novas juntas: a Junta Provisional do Governo Supremo do Reino – encabeçada pelo brigadeiro António da Silveira – e a Junta Provisional Preparatória das Cortes.
Mal a primeira se formou, promulgou-se logo o “Manifesto aos Portugueses”, que enumerava os diferentes problemas do país. Ao mesmo tempo, valoriza o passado glorioso da nação, defendendo a transição para um governo representativo assente em Cortes, que levasse a criação de uma Constituição com leis justas e sábias .
Para Joaquim de Carvalho é mais fácil dizer o que a Junta não queria do que elencar os seus objetivos. Na sua opinião, a Junta não almejava que o Conselho de Regência nem o exército, fossem dominados pelos oficiais ingleses; não queria a corte no Brasil, porque isto significava a subordinação política e comercial aos interesses da colónia; não tencionava perder os seus privilégios comerciais; não planeava a representação do status quo feudal.
A Junta instalou-se em Lisboa nos finais de setembro, e logo em novembro, há a Martinhada, ou seja, um primeiro golpe contrarrevolucionário de alguns militares para derrubar este órgão – já que, como se viu antes - não eram apoiantes do liberalismo .

## Vinda do monarca para Portugal e a independência do Brasil

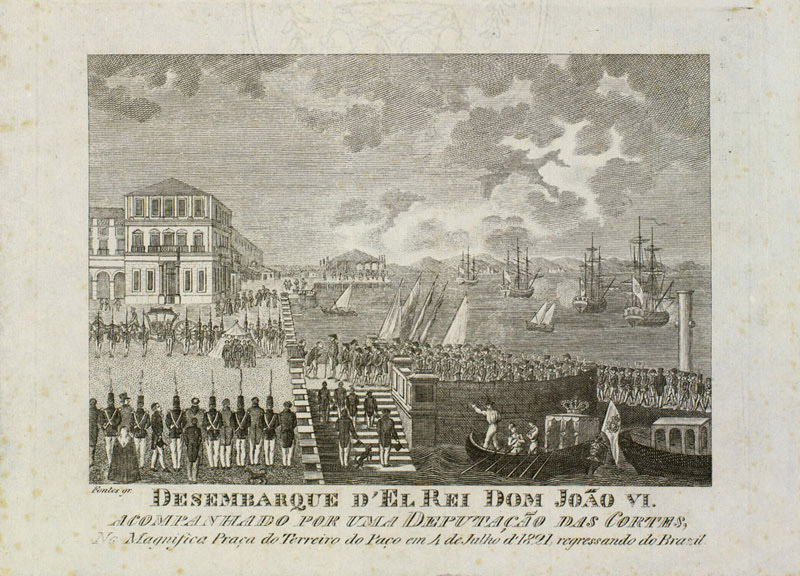
D. João VI em Portugal

D. João VI, enquanto soberano do reino, retorna a Portugal e com toda a solenidade jura a Constituição, aceitando tudo o que as Cortes lhe quiseram impor , ao contrário da sua esposa, D. Carlota Joaquina, que se recusou, tornando-se o principal vulto da contrarrevolução em Portugal e, em conjunto com o seu filho D. Miguel I de Portugal, foi a “principal instigadora das ações dos que se opunham à Revolução de 1820” . No entanto, após o juramento do monarca, a regência foi extinta.
O rei designou como regente, no novo reino americano, o príncipe herdeiro D. Pedro I do Brasil, e nomeou um governo. Este sistema manter-se-ia até à independência (setembro de 1822) ou, teoricamente, segundo o ponto de vista português, até ao reconhecimento pela metrópole europeia dessa mesma autodeterminação(agosto de 1825) .
A declaração da independência do Brasil  constituiu uma grande derrota política para o Vintismo, diminuindo muito a popularidade do novo regime e um “novo golpe foi infligido na situação precária das fontes de receita nacionais”.

## Posicionamento político dos vintistas

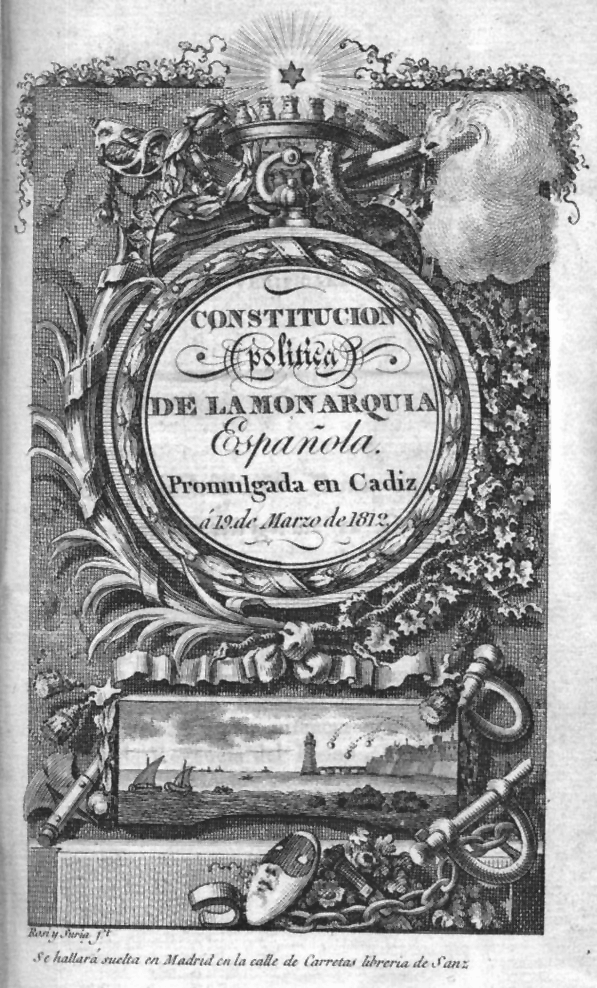
Constituição de Cádis

J. S. da Silva Dias agrupou os atores políticos do Vintismo em três categorias fundamentais:moderados, gradualistas e radicais.
Os moderados encontravam-se entre os que apoiavam o modelo da Constituição de Cádis, enquanto os radicais abraçavam os ecos rousseaunianos da Revolução Francesa, especialmente do período da Convenção. Contudo, esta divisão não é rígida e muitos foram os políticos vintistas que cruzaram as três famílias, dependendo dos assuntos em discussão ou dos problemas em resolução.
Silva Dias viu ainda a necessidade de introduziu uma quarta categoria, os reacionários, por vezes classificados como “conservadores” ou “contrarrevolucionários”. Esta categoria era composta por aqueles que melhor aderiram ao espírito do tempo incorporada pelos seguidores da Santa Aliança . Por fim, importa realçar que estas categorias são tendências e não grupos ou movimentos políticos, porque em 1820, estes ainda não existiam.

## Relações com o clero e a nobreza

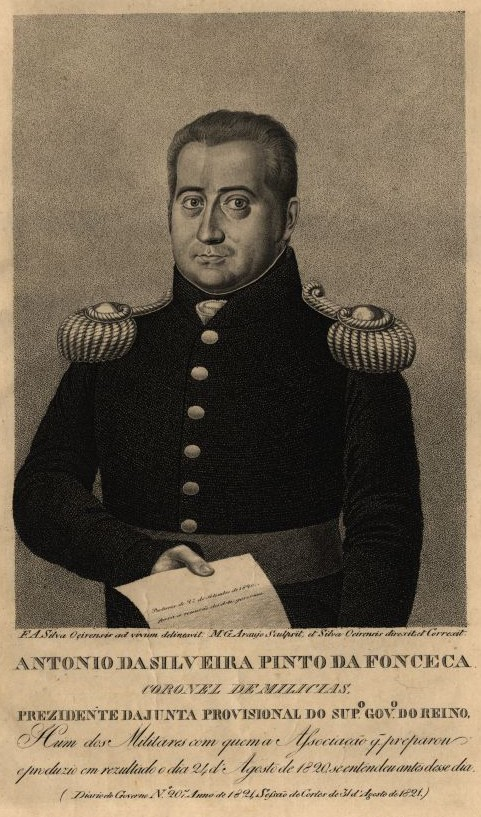
António da Silveira Pinto da Fonseca

O Estado de direito liberal vintista é o produto das teorias do liberalismo europeu como a junção das forças pequeno-aristocráticas com as burguesas, que apelavam a alterações estruturais ao nível social, político e económico .
António da Silveira Pinto da Fonseca era um daqueles aristocratas de província cujos interesses e sentimentos estavam em conflito com a nobreza das cortes de Lisboa e do Rio de Janeiro. Estes antijacobinos, aliaram-se à burguesia citadina e comercial na Revolução de 1820 .
O Vintismo nunca projetou um plano de “descristianização” à jacobina. Do ponto de vista teológico, relegaram a vivência religiosa para o foro da consciência individual e desvalorizaram muitas das estruturas eclesiais existentes. Não obstante, prescreveram a ideia que a cidadania se deveria conformar às leis morais do Evangelho, que a religião era um elemento de coesão nacional e que possibilitaria ao governo alcançar uma mais ampla ressonância e aceitação populares .
Grande parte do baixo clero abraça os ideais liberais e numa sociedade altamente analfabeta, o papel que o clero (párocos, essencialmente) exerce sobre as populações locais leva os eleitores a serem pressionados a aderir a tais propostas .
O próprio Diário do Governo, a 16 de dezembro desse ano, refere que os deputados da Junta devem englobar “todos os ramos que ilustram a sociedade”. Inclui-se aqui os nobres, eclesiásticos, magistrados, gentes do exército, do comércio, da advocacia e das classes científicas, salientando, assim, que não se pretendia excluir o clero nem a aristocracia da vida política, mas eram os interesses da burguesia comercial que comandavam os debates .

## Reações internacionais face ao liberalismo português

### A situação política europeia em 1820
A Europa de 1820 era dominada por regimes absolutistas. Porém, no decurso deste mesmo ano, uma avalanche de acontecimentos abalou estes alicerces ideológicos e vários são os territórios a romper com este modelo de governação, inspirados nos ideais liberais emanados da Revolução Francesa.
Países como a Áustria, a Prússia e a Rússia nunca verão com bons olhos esta audácia, por exemplo, dos portugueses e espanhóis, sendo que estes segundos inclusive impuseram ao seu monarca o cumprimento da Constituição de Cádis . Algumas das principais potências estrangeiras entendiam a Península Ibérica como um espaço unificado por uma ideologia comum que “parecia sobrepor-se a qualquer espécie de ressentimento” .

### A reação da Inglaterra

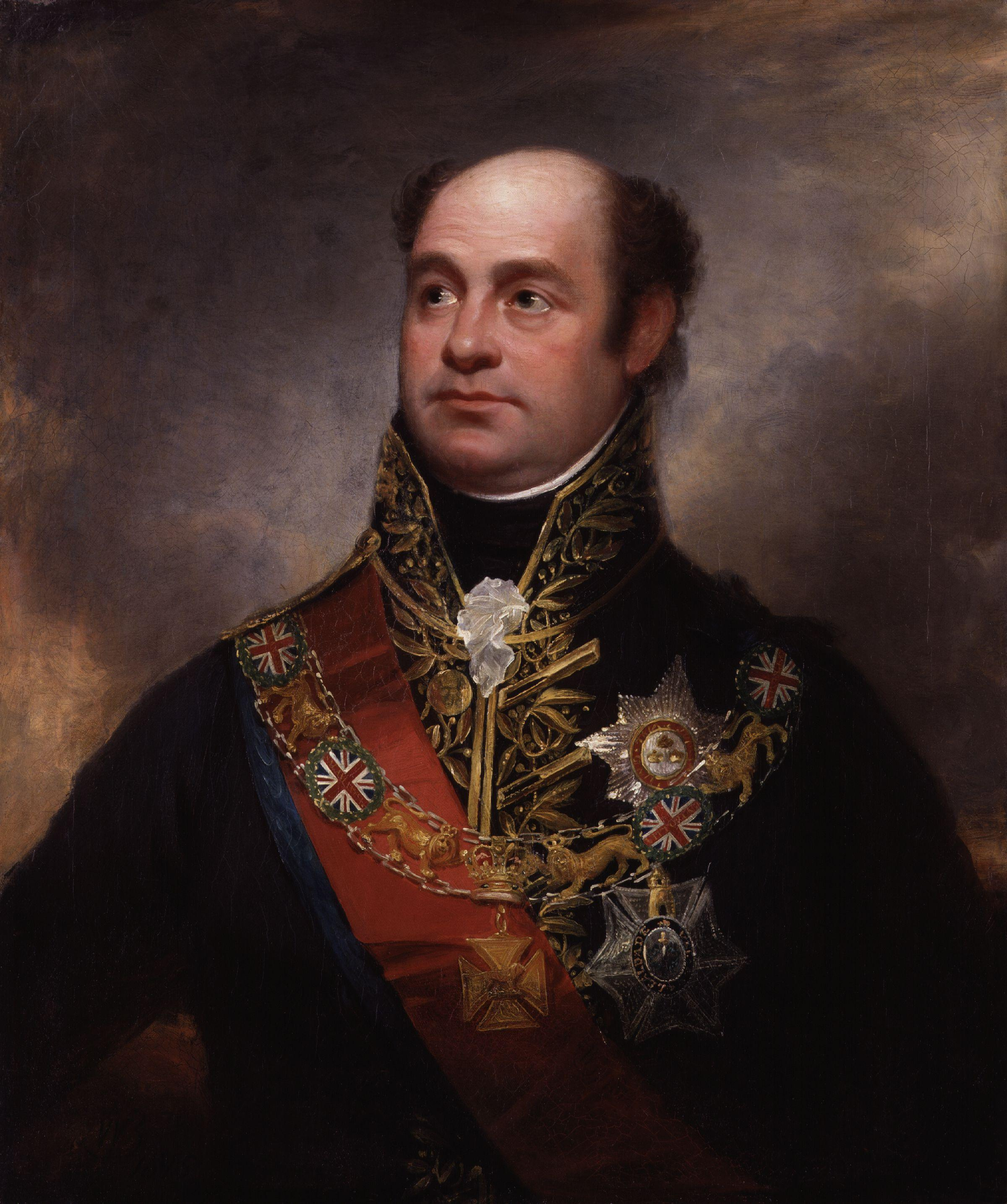
William Carr Beresford

A Inglaterra das primeiras décadas do século XIX assumia-se como a principal potência militar europeia, condição esta que já detinha desde a derrota definitiva de Napoleão Bonaparte  em 1815. As tropas inglesas chegaram a colaborar com as forças portuguesas em prol da expulsão dos exércitos napoleónicos alojados no território nacional entre 1807 e 1810.
Até à eclosão do movimento liberal portuense, o entendimento diplomático entre Portugal e a Inglaterra parecia um dado adquirido ao ponto do marechal William Beresford  passar a integrar o Conselho de Regência  o que, como consequência, foi uma motivação à revolução liberal .
E, na verdade, como notifica o Correio do Porto, a revolução de 1820 granjeia, ao início, a simpatia inglesa, mas o “gabinete britânico optará sempre por se manter neutral face às ameaças que pairarão sobre a Península Ibérica a partir de meados de 1822, mas sobretudo durante o primeiro semestre de 1823, não admitindo, portanto, qualquer intervenção armada no território ibérico senão perante uma hipotética invasão de Portugal pelos exércitos ao serviço da Santa Aliança ” .
O apoio entusiástico inglês acabar por se desvanecer com o avançar da conjuntura política e com as reformas para limitar a riqueza do clero. Independentemente das ligações que existiam entre os executivos dos dois reinos, a Inglaterra advertiu Portugal para enveredar por um caminho menos radical, recomendando-lhe inclusive o modelo constitucional francês e nunca se mostrou disposta a defender, por via das armas, a política peninsular face aos intentos da Santa Aliança .
Para além disto, com a invasão francesa ao território espanhol, na primavera de 1823, os britânicos enveredaram pela via da neutralidade, a que melhor permitia manter uma aliança secular com os portugueses sem comprometer o seu relacionamento com os beligerantes peninsulares .

### A reação da França
A perda do prestígio militar com as campanhas napoleónicas não foi sinónimo da extinção do “estatuto de potência dominante no coração do continente europeu” .
O outorgamento da carta constitucional que restaurou o regime monárquico em França trouxe a abdicação de certos ideais revolucionários anteriormente conquistadas, ainda que tal não significasse por si só um retorno ao absolutismo e ao invadirem a Espanha tinham como intuito o restabelecimento do poder absoluto de Fernando VII. Claro está que a recessão do pronunciamento portuense foi alvo de suspeição, dada a sua natureza ideológica, que era incompatível como os valores do gabinete das Tulherias e o aumento dos atritos entre franceses e espanhóis vem condicionar o entendimento entre os executivos francês e português, já que estes últimos se opõem à conduta intervencionista daqueles em Espanha .
O golpe da Vilafrancada trouxe consequentemente um reatar de relações entre portugueses e franceses .

### A reação da Santa Aliança
No ano em que se deu a Revolução liberal de 1820, a Santa Aliança assumiu-se como uma das mais poderosas alianças de Estados absolutistas em solo europeu – a Áustria, a Prússia e a Rússia. Estas nações contaram ainda com o apoio explícito francês, o qual se revelará decisivo para o cumprimento dos seus intentos na invasão do território espanhol, poucos anos depois .
A Junta Provisional do Supremo Governo do Reino preocupou-se em legitimar a revolução no estrangeiro, nomeadamente “através da garantia dos direitos da Casa de Bragança ao trono português, razão que deveria ser suficiente para inviabilizar qualquer pretexto intervencionista por parte dos realistas europeus”, já que tinha receio de uma possível interferência destas nações nos assuntos internos .
Apesar das tensões existentes, estas nunca se traduziram num conflito aberto que pudesse colocar em causa a integridade territorial do reino luso .

## Vilafrancada

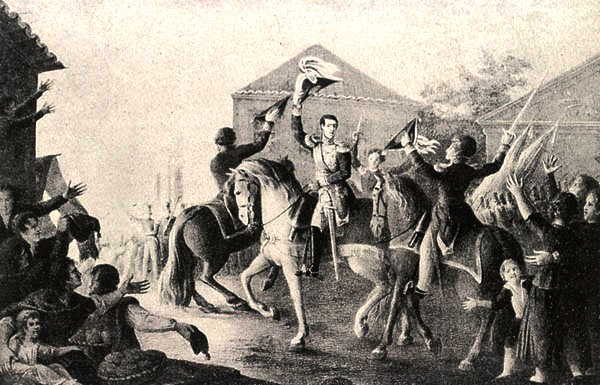
Chegada de D.Miguel a Vila Franca

O golpe contrarrevolucionário da Vilafrancada pôs termo às mudanças que ocorreram no triénio vintista e repôs a ordem política que vigorava antes de 24 de agosto de 1820. Tal reação foi aplaudida por todos os que não se conformaram com os pronunciamentos de agosto de setembro de 1820 e com o que sucedeu depois disso .
Do Vintismo ficavam os ensinamentos que só dez anos mais tarde, com a entrada das tropas liberais em território lisboeta, a 24 de julho de 1833, seriam devidamente celebrados e ampliados .